# Кашаев, Айрат Рустемович
Айрат Рустемович Кашаев (род. 23 ноября 1984, Казань, Татарская АССР, РСФСР, СССР) — российский дирижёр, Лауреат Государственной премии Республики Татарстан имени Габдуллы Тукая (2025).

## Биография
Айрат Кашаев родился в 1984 году в Казани.
Окончил с отличием Казанское музыкальное училище имени И. В. Аухадеева (класс Л.А. Дразниной, 2004), Московскую государственную консерваторию имени П. И. Чайковского по специальности «хоровое дирижирование» (класс профессора Л. З. Конторовича, 2009 год, диплом с отличием), по специальности «оперно-симфоническое дирижирование» (класс профессора Г. Н. Рождественского, 2012 год, диплом с отличием), ассистентуру-стажировку (класс профессора В. К. Полянского, 2020 год).
Стипендиат Президента Республики Татарстан (2007 год).
В 2009 году стал лауреатом I премии II Всероссийского конкурса хоровых дирижёров.
По окончании консерватории был удостоен звания «Лучший выпускник года — 2012».

## Творческая деятельность
В качестве приглашенного дирижёра Айрат Кашаев работал с такими коллективами как Государственный академический симфонический оркестр Республики Татарстан, Концертный симфонический оркестр московской консерватории, Московский молодёжный камерный оркестр, Симфонический оркестр имени С. В. Рахманинова, Ярославский академический губернаторский оркестр, Ульяновский государственный академический симфонический оркестр, Липецкий симфонический оркестр, Камерный оркестр «Новая музыка», Государственный камерный хор Республики Татарстан, Московский музыкальный театр «Геликон-Опера», Театр «Московская оперетта», Краснодарский музыкальный театр.
В сезоне 2011—2012 дирижировал серией спектаклей «Евгений Онегин» П. И. Чайковского в Московском музыкальном театре «Геликон-Опера». В сезоне 2012—2013 Айрат Кашаев дирижировал серией балетов «Щелкунчик» П. И. Чайковского и «Анюта» В. Гаврилина в Татарском академическом государственном театре оперы и балета им. М. Джалиля. Также в феврале 2013 года дирижировал оперой «Евгений Онегин» П. И . Чайковского в рамках XXXI Международного оперного фестиваля им. Ф. И. Шаляпина.
С 2008 по 2017 год — главный дирижёр театра Колледжа музыкально-театрального искусства им. Г. П. Вишневской. В этом качестве осуществил постановки балетов «Пульчинелла» И. Ф. Стравинского и «Щелкунчик» П. И. Чайковского на сцене Центра Оперного Пения Галины Вишневской, опер «Дидона и Эней» Генри Перселла, «Анна Снегина» В. Г. Агафонникова, «Una cosa rara» Мартин-и-Солера, «Гензель и Гретель» Э.Хумпердинка, «Луна» К. Орфа (Первое исполнение в России. Постановка осуществлена на сцене Камерного музыкального театра имени Б. А. Покровского), «Аминта» С. Ю. Гаврилова, оперетты "Вольный ветер " И. О. Дунаевского.
С 2011 по 2013 год — художественный руководитель Академического хора Колледжа имени Гнесиных Российской академии музыки имени Гнесиных, лауреата Пятого международного хорового фестиваля «Пою Богу моему дондеже есмь» (2012) и Московского фестиваля студенческого творчества «Фестос» (2012; 2013 — гран-при). В мае 2013 года Академический хор Колледжа имени Гнесиных под руководством А. Кашаева получил золотой диплом Первого международного хорового фестиваля-конкурса «Приношение П. И. Чайковскому».
В рамках фестиваля «Открытая сцена» Айрат Кашаев был музыкальным руководителем и дирижёром постановки оперы-буфф Гаэтано Доницетти «Колокольчик» на сцене Московского музыкального театра «Геликон-Опера», совместно с Российской академией театрального искусства (ГИТИС). В апреле 2012 года дирижировал первым исполнением этой оперы в Казани, при участии камерного оркестра «Новая музыка» и Государственного камерного хора Республики Татарстан..
С 2013 года Кашаев — приглашенный дирижер Татарского академического государственного театра оперы и балета им. М. Джалиля.
С 2013—2020 — ведущий дирижёр Московского камерного оркестра Центра Павла Слободкина.
С апреля 2013 года — дирижёр Камерного театра имени Б. А. Покровского по приглашению музыкального руководителя театра Г. Н. Рождественского.
Айрат Кашаев – дирижёр и ассистент Г. Н. Рождественского в спектаклях «Блудный сын» Б. Бриттена, «Лазарь, или Торжество Воскрешения» Ф. Шуберта-Э. Денисова, «Лиса-плутовка» Л. Яначека.
Дирижёр и ассистент И. А. Солженицына в спектакле «Милосердие Тита» В. А. Моцарта, «Один день Ивана Денисовича» А. В. Чайковского.
Дирижёр-постановщик оперы «Stabat Mater» Дж.Б. Перголези. (Камерный музыкальный театр имени Б. А. Покровского, 2014).
Дирижёр-постановщик оперы «Титий Безупречный» А. П. Маноцкова. (Камерный музыкальный театр имени Б. А. Покровского, 2015).
С 2015 года — художественный руководитель и главный дирижёр симфонического оркестра Всероссийского образовательного форума «Таврида».
Художественный руководитель Музыкальной академической ассамблеи молодых композиторов, музыковедов, музыкантов «Эхо Тавриды» (2017).
Автор, художественный руководитель и главный дирижер Мирового молодёжного симфонического оркестра (ММСО), в рамках культурной программы XIX Всемирного фестиваля молодежи и студентов (Сочи, 2017).
Главный дирижёр международного фестиваля «Ода миру»(Липецк, 2018).
С сентября 2018 дирижер Большого театра России.
С 2019 года — приглашенный дирижер Государственного академического симфонического оркестра Республики Татарстан под управлением А. В. Сладковского.
Председатель жюри в номинации «Гобой» Двенадцатого Международного конкурса Московской государственной консерватории имени П. И. Чайковского для исполнителей на духовых и ударных инструментах (Москва, 2021).
Музыкальный руководитель оперной лаборатории для молодых специалистов в сфере музыкального театра «OperaLab» (Москва, 2022).
Дирижёр отборочного этапа и гала-концерта IV Всероссийского музыкального конкурса в номинации «Скрипка» (Казань, 2022).
Директор продюсерского центра OPERAfusion.
Дирижёр-постановщик опер:
– «Царская невеста» Н. А. Римского-Корсакова в рамках Международной летней оперно-симфонической лаборатории «New opera world» (2018)
– рок-оперы «Неравнодушные» М. О. Айрапетовой в рамках Всероссийского образовательного форума «Таврида» (Симферополь, 2018)
– «Путешествие Голубой стрелы» И. А. Холопова в рамках лаборатории молодых композиторов и драматургов «КоОПЕРАция» (2019)
– «Дон Жуан» В. А. Моцарта (Варна, Болгария, 2019)
– «Маленький трубочист» Б. Бриттена (режиссёр О.В. Долин, Камерная сцена имени Б. А. Покровского Большого театра, 2020)
– «Гостиный двор» В. А. Пашкевича (режиссёр Н. Панин, Камерная сцена имени Б. А. Покровского Большого театра, 2022)
– «Похождения повесы» И.Ф. Стравинского в рамках оперной лаборатории для молодых специалистов в сфере музыкального театра «OperaLab» (режиссёр М. Колегов, Камерная сцена имени Б. А. Покровского Большого театра, 2022)
– «Кави-Сарвар» на музыку М. Р. Хайруллиной и либретто А. И. Ахмадиева; режиссёр-постановщик И. Г. Зайниев (Казань, БКЗ имени С. Сайдашева, 2023).
Музыкальный руководитель и дирижёр-постановщик балета «Иакинф» на музыку Р.З. Ахияровой и либретто Р. М. Хариса, хореограф-постановщик А.М. Полубенцев (Казань, ТАГТОиБ имени М. Джалиля, 2023). Спектакль стал лауреатом Республиканской премии «Тантана» (2024).
Присуждение Государственной премии РТ им. Тукая (2025) авторскому коллективу в составе Кашаева Айрата Рустемовича, Полубенцева Александра Михайловича, Гайфуллина Ильнура Юриковича – за постановку балета «Иакинф».

## Репертуар

### Оперы
«Евгений Онегин» П.И. Чайковского
«Царская невеста» Н.А. Римского-Корсакова
«Алеко»С.В.Рахманинова
«Дидона и Эней» Г. Пёрселла
«Гензель и Гретель» Э. Хумпердинка
«Редкая вещь» В.Мартин-и-Солера
«Аскольдова могила» А.Н. Верстовского
«Лунный мир» Й.Гайдна
«Пимпиноне» Г.Телемана
«Волшебная флейта», «Дон Жуан», «Милосердие Тита», «Директор театра» В.А. Моцарта
«Блудный сын» Б. Бриттена
«Линда ди Шамуни», «Колокольчик» Г. Доницетти
«Турок в Италии» Дж. Россини
«Искатели жемчуга» Ж.Бизе
«Аида», «Травиата», «Трубадур» Дж. Верди
«Лазарь, или Торжество Воскрешения» Ф. Шуберта, Э. Денисова
«StabatMater» Дж. Б. Перголези
«Человеческий голос» Ф. Пуленка
«Богема» Дж. Пуччини
«Титий Безупречный» А.П. Маноцкова
«Луна» К. Орфа
«Похождения повесы» И.Ф. Стравинского
«Лиса-плутовка» Л. Яначека
«Ревизор» В.С.Дашкевича
«Аминта» С.Ю. Гаврилова
«Один день Ивана Денисовича», «Легенда о граде Ельце» А.В.Чайковского
«История Кая и Герды» С.П.Баневича
«Сююмбике» Р.З. Ахияровой
«Ариадна на Наксосе» Р. Штраус
«Паяцы» Р. Леонкавалло
Оперетты:
«Летучая мышь» И. Штрауса
«Москва, Черёмушки» Д.Д.Шостаковича
«Вольный ветер» И.О. Дунаевского
«Перикола» Ж.Оффенбаха
«Холопка» Н.М. Стрельникова
Балеты:
«Щелкунчик», «Спящая красавица» П.И. Чайковского
«Тщетная предосторожность» Л. Герольда
«Марко Спада» Д.Ф. Обера
«Корсар» на музыку  А. Адана,  Л. Делиба,  Р. Дриго,  Ц. Пуни
«Ромео и Джульетта» С.С. Прокофьева
«Пульчинелла» И.Ф. Стравинского
«Анюта» В.А. Гаврилина
«Орландо» на музыку Э. Элгара, М.И. Глинки, Ф. Гласса, Л. Ауэрбах, Е. Кац-Чернин (Новая сцена Большого театра)
«Made in Bolshoi» на музыку А. Королева, «Времена года» А. Глазунова, «Танцемания» Ю. Красавина (Новая сцена Большого театра)
«Мастер и Маргарита» на музыку Шнитке и Лазара (Новая сцена Большого театра).
«Зимняя сказка» Дж. Тэлбота (Историческая сцена Большого театра)
Симфонии, концерты, другие произведения русских и зарубежных композиторов различных стилей и эпох.

## Награды
- Государственная премия Республики Татарстан имени Габдуллы Тукая (2025 год) — за постановку балета «Иакинф»[8]. Вручена раисом Республики Татарстан Р. Н. Миннихановым на церемонии в Татарском государственном академическом театре имени Галиасгара Камала[9].